# Utahraptor ostrommaysorum
Utahraptor ostrommaysorum („Utažský lupič“) je druh velkého dromeosauridního teropoda. Představuje největšího známého zástupce „srpodrápých“ dinosaurů z čeledi Dromaeosauridae. Žil v období geologického stupně valangin až barrem (spodní křída) asi před 135 miliony let na území státu Utah (USA). Pravděpodobně žil a lovil ve smečkách.

## Velikost

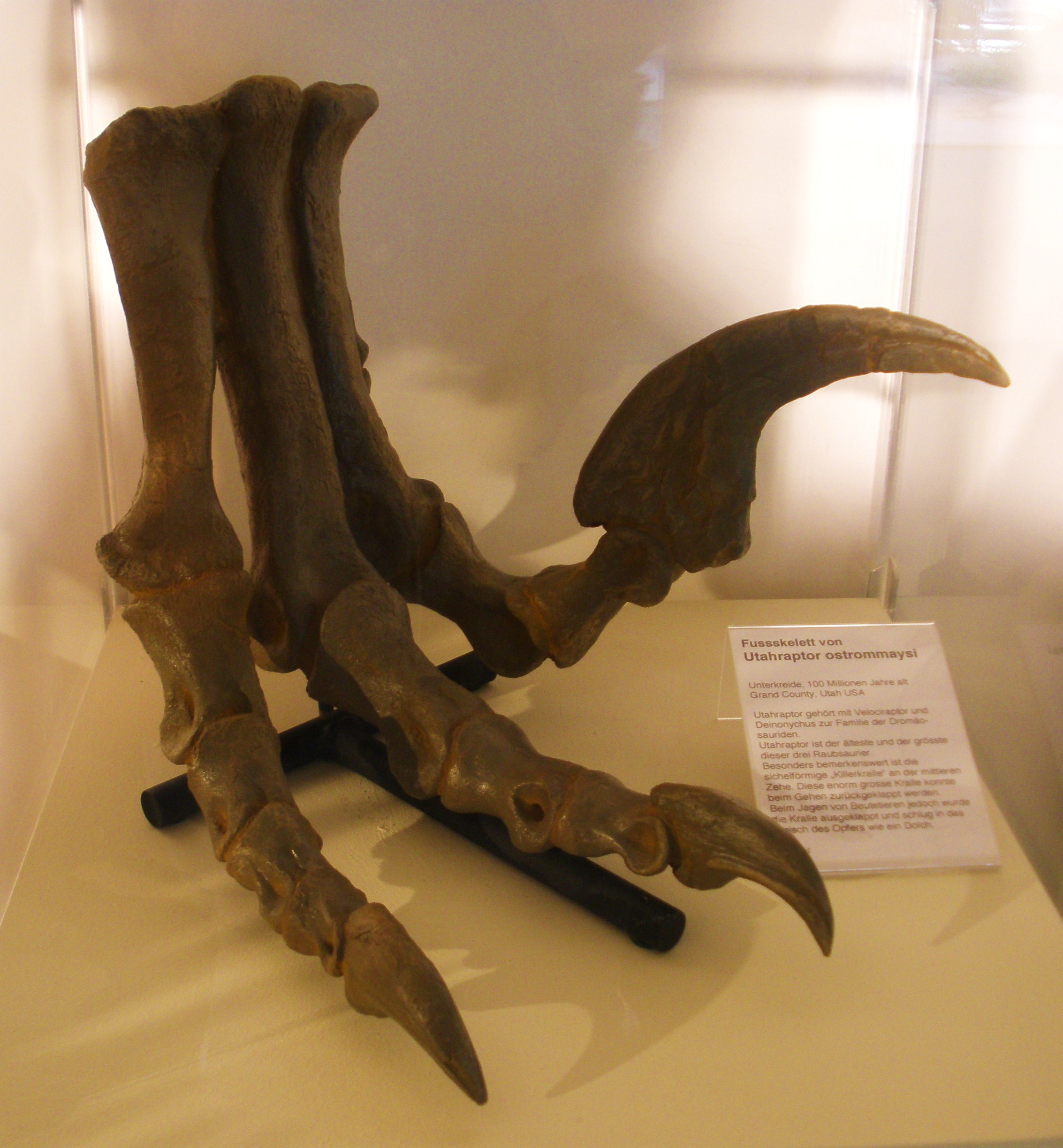
Srpovitý dráp na noze utahraptora

Obávané drápy na dolní končetině tohoto dravce měřily až 24 cm. Samotný teropod byl asi 5 až 7 metrů dlouhý a vážil kolem 250 kg. Podle jiných odhadů pak dosahoval délky asi 5,5 metru a hmotnosti kolem 300 kg. Byl tedy mnohem větší a nebezpečnější než příbuzný a známější mongolský rod Velociraptor. Dosud nepopsané exempláře, uložené v depozitáři Brigham Young University, by mohly dosahovat délky dokonce až 12 metrů a hmotnosti 2,7 tuny. Téměř stejné velikosti dorůstal dromeosaurid Dakotaraptor steini, žijící o 60 milionů let později. Tento zástupce fauny ekosystémů souvrství Hell Creek měl ale odlišnou stavbu těla a zřejmě nebyl tak mohutně stavěn.

## Objev
První fosilie tohoto dinosaura byly objeveny v lednu roku 1992 v Utahu talentovaným amatérským paleontologem Bobem Gastonem, který patřil do skupiny dr. Jamese Kirklanda z Dinamation Society. Název Utahraptor mu byl přiřazen Dr. Robertem T. Bakkerem. Ten proslavil tohoto dromeosaurida také románem Červený raptor (Raptor Red) z roku 1995. Nadměrně velcí velociraptoři z Jurského parku jsou údajně také inspirováni obřím utahraptorem. V geologickém souvrství Cedar Mountain na území Utahu byl objeven velký sedimentární blok s fosiliemi několika jedinců utahraptorů v různém ontogenetickém stupni vývoje. Vykopávky a preparace tohoto bloku k roku 2020 stále probíhají.

## V populární kultuře
Od svého objevu a oznámení nálezu v roce 1993 se tento dinosaurus stal poměrně dobře známým a populárním. Hodně tomu napomohla také premiéra filmu Jurský park ve stejném roce, kde figurovali "velociraptoři" jako menší příbuzní dosud neznámého a mnohem masivnějšího utahraptora. Utahraptor se kromě Bakkerova románu Červený Raptor objevuje také v populárním vědeckém dokumentu Putování s dinosaury (Walking With Dinosaurs) z koprodukce BBC a rovněž ve stejnojmenné putovní show s modely dinosaurů (kde utahraptory ztvárňují loutkoherci). Další ztvárnění těchto obřích dromeosauridů přinesl také dokument Dinosaur Revolution z roku 2011. V roce 2018 bylo rozhodnuto, že Utahraptor se nejspíš stane státním dinosaurem Utahu. Obrovský mnohatunový blok s fosiliemi několika jedinců utahraptora je v roce 2020 přepravován do Salt Lake City k dalšímu výzkumu a preparaci.